# سایه‌ها (فیلم ۱۹۱۶)
«سایه‌ها» (انگلیسی: Shadows (1916 film)) یک فیلم است که در سال ۱۹۱۶ منتشر شد.